# Parafia bł. Honorata Koźmińskiego w Janiszewie
Parafia bł. Honorata Koźmińskiego w Janiszewie – jedna z 12 parafii rzymskokatolickiej dekanatu Radom-Zachód diecezji radomskiej. 

## Historia
Wieś Janiszew, własność pijarów radomskich, od średniowiecza należała do parafii św. Jana w Radomiu, a od 1982 do radomskiej parafii pw. Matki Bożej Częstochowskiej. Pomysł utworzenia miejscowej kaplicy wypłynął od samych mieszkańców Janiszewa. Powstał więc w ten sposób duszpasterski punkt dojazdowy. Budowę rozpoczęto w 1996 pod kierunkiem ks. Sławomira Matygi. Parafia została erygowana 17 czerwca 1998 przez bp. Edwarda Materskiego z wydzielonego terenu parafii Matki Bożej Częstochowskiej. Kaplica tymczasowa jest murowana z cegły i kamienia. 

## Proboszczowie
- ks. Tadeusz Smardzewski (1998–2004)
- ks. kan. Ryszard Góral (2004–2009)
- ks. Szczepan Barański (2009–2015)
- ks. dr Mariusz Sułek (od 2015)

## Zasięg parafii
Do parafii należą wierni tylko z Janiszewa. 